# Универзитет у Нишу
Универзитет у Нишу је државни универзитет у Нишу. Основан је 15. јуна 1965. године од факултета који су тада били у саставу Универзитета у Београду. Трећи је универзитет по броју студената у Србији.
Састоји се од 14 факултета, који се првенствено налазе у Нишу, као и по једним у Лесковцу, Врању и Крушевцу. У склопу Универзитета се такође налази и Универзитетска библиотека Никола Тесла.

## Историја
Оснивањем Универзитета у Нишу заокружује се један значајан период у новијој историји града који почиње 1960. године формирањем првих нишких факултета под окриљем Универзитета у Београду. Били су то Правно-економски, Медицински и Технички факултет, матице из којих се, у складу са могућностима и захтевима времена, систематски развијала све сложенија и свеобухватнија физиономија Универзитета у Нишу. Универзитет је у години оснивања имао 234 наставника и сарадника и 6.000 студената. Пораст броја студената, развој нових научних дисциплина, али и све израженије потребе привреде и друштвених делатности, временом су условили реорганизацију постојећих и оснивање нових факултета.

### Развој
- 1968: Електронски одсек Техничког факултета прераста у Електронски факултет;
- 1970: из Правно-економског факултета израстају два посебна факултета - Правни и Економски.
- 1971: Машински и Грађевински одсек Техничког факултета постају посебни факултети. Исте године оснива се и Филозофски факултет са седам наставних група: Математика, Физика, Хемија, Социологија, Психологија, Англистика и Физичко васпитање;
- 1972: из састава Грађевинског факултета издваја се Факултет заштите на раду;
- 1979: почиње са радом Технолошки факултет у Лесковцу;
- 1987: на Филозофском факултету се отвара Студијска група за српски језик и књижевност;
- 1993: почиње са радом Учитељски факултет у Врању;
- 1995: Грађевински факултет, по отварању Одсека за архитектуру мења назив у Грађевинско-архитектонски факултет;
- 1998: Филозофски факултет уписује прву генерацију студената на Студијској групи за историју. Исте године у Нишу почињу са радом наставна одељења Факултета ликовних уметности, као и Факултета примењених уметности и дизајна као организационе јединице Универзитета уметности у Београду.
- 1999: из Филозофског факултета се издвајају два факултета: Природно-математички и Факултет физичке културе;
- 2000: Природно-математички факултет добија сагласност за отварање одсека за географију и биологију са екологијом, а сам Филозофски факултет за оснивање студијских група за филозофију, педагогију, славистику са балканистиком и уметност, чиме се стичу потребни услови за инкорпорацију наставних одељења ликовне и примењене уметности у програмске оквире Универзитета у Нишу.
- 2002: оснива се Факултет уметности са три студијске опције - за ликовну, примењену и музичку уметност - које су у претходном периоду функционисале у оквиру Студијске групе за уметности Филозофског факултета.

## Организација
Универзитет у Нишу има у свом саставу 14 факултета:
| Име                                  | Адреса                                   | Година оснивања |
| ------------------------------------ | ---------------------------------------- | --------------- |
| Грађевинско-архитектонски факултет   | Александра Медведева 14, Ниш             | 1960.           |
| Економски факултет                   | Трг краља Александра Ујединитеља 11, Ниш | 1960. (1973)    |
| Електронски факултет                 | Александра Медведева 14, Ниш             | 1960.           |
| Машински факултет                    | Александра Медведева 14, Ниш             | 1960.           |
| Медицински факултет                  | Булевар Зорана Ђинђића 81, Ниш           | 1960.           |
| Педагошки факултет                   | Партизанска 14, Врање                    | 1993.           |
| Правни факултет                      | Трг краља Александра Ујединитеља 11, Ниш | 1960. (1973)    |
| Природно-математички факултет        | Вишеградска 33, Ниш                      | 1999.           |
| Технолошки факултет                  | Булевар Ослобођења 124, Лесковац         | 1979.           |
| Факултет уметности                   | Кнегиње Љубице 10, Ниш                   | 2002.           |
| Факултет заштите на раду             | Чарнојевића 10а, Ниш                     | 1976.           |
| Факултет спорта и физичког васпитања | Чарнојевића 10a, Ниш                     | 1999.           |
| Филозофски факултет                  | Ћирила и Методија 2, Ниш                 | 1971.           |
| Пољопривредни факултет               | Косанчићева 4, Крушевац                  | 2017.           |

У оквиру глобалне образовно-научне оријентације сваког од горе набројаних факултета постоји већи број одсека, група или смерова који пружају широке и разноврсне могућности образовања од основних и постдипломских студија до нивоа доктората.
Наставу на Универзитету изводи укупно 1.515 наставника и сарадника, од којих је 133 ангажовано по уговору. Ненаставно особље броји 636 радника.
Од оснивања до школске 2009/10. године, на Универзитету у Нишу дипломирало је 49.512 студената, од којих су 1.323 страни држављани. Академски назив магистра наука стекла су 2.254 постдипломца, а одбрањено је 1.275 докторских дисертација. Изнети подаци се односе на школску 2009/10. годину.
Један од почасних доктора Универзитета у Нишу је Зигфрид Зелберхер (од 2006).

## Зграда
Зграда Универзитета у Нишу (Бановина) саграђена је 1887. године за потребе тадашњег Окружног начелства. Изграђена је у неоренесансном стилу, по пројекту Монументална и модерна грађевина, како је описује аустријски путописац Феликс Каниц, имала је у то време два спрата и улазни део са кеја који је зграду делио на два симетрична крила у којима су били смештени Суд, Начелство и Капетанија.
У периоду од 26. јула 1914. до 16. октобра 1915. године, у време када је Ниш био ратна престоница Србије, у згради су били смештени кабинет Владе и Министарство иностраних дела. Званична објава рата од стране Аустроугарске стигла је у ову зграду два дана по усељењу Владе. Године 1930, зграда постаје административно седиште Моравске бановине. После рата у периоду 1925—1930. старом делу је етапно дограђен још један спрат. Друга фаза доградње почиње 1930. године, када је Ниш постао административно седиште Моравске бановине.